# Orion (US-amerikanische Rakete)

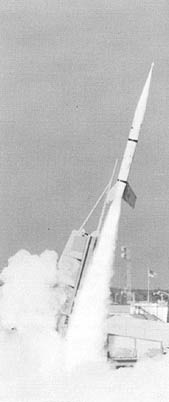
Hawk-Prototyp

Orion (oder ursprünglich Hawk) ist die Bezeichnung einer kleinen amerikanischen Höhenforschungsrakete. Die Orion hat eine Länge von 5,60 Metern, einen Durchmesser von 0,35 Metern, eine Startmasse von 400 Kilogramm, einen Startschub von 7 kN und einer Gipfelhöhe von 85 Kilometern. Als Triebwerk findet der Raketenmotor von abgerüsteten Hawk-Flugabwehrraketen Verwendung. Die vom Hersteller WFF gebaute Orion wird auch als Oberstufe in anderen Raketensystemen verwendet, z. B. in den Nike-Orion-, Taurus-Orion-, Improved-Orion- und Terrier-Orion-Kombinationen.